# Andrés Mompotes
Andrés Mompotes Lemos (Popayán, 1965) es un editor y periodista colombiano. 

## Biografía
Estudió comunicación social y periodismo en la Universidad del Valle y realizó su maestría en ciencia política en Pontificia Universidad Javeriana. Egresó de la Escuela del Periodismo del diario El Tiempo en 1993. 
Debutó como corresponsal de Cali y periodista de sección política y nación, y luego ostentó el cargo de editor regional y justicia del Valle del Cauca. Posteriormente fue subjefe de redacción y subdirector hasta 2021. Ese mismo año fue designado como director del diario en reemplazo de Roberto Pombo. 